# Supercopa de la CAF 2000
La Supercopa de la CAF 2000  fue la 8.ª edición de la Supercopa de la CAF, que enfrentó al Raja Casablanca de Marruecos, campeón de la Liga de Campeones de la CAF 1999, y el Africa Sports de Costa de Marfil, campeón de la Recopa Africana 1999.
El encuentro se disputó en el Estadio Mohammed V de Casablanca, en Marruecos.

## Equipos participantes
En negrita ediciones donde el equipo salió ganador.
| Equipo          | Vía de clasificación                           | Participaciones previas |
| --------------- | ---------------------------------------------- | ----------------------- |
| Raja Casablanca | Campeón de la Liga de Campeones de la CAF 1999 | 1 (1998)                |
| Africa Sports   | Campeón de la Recopa Africana 1999             | 1 (1993)                |

## Ficha del partido
| 5 de marzo | Raja Casablanca                | 2:0 (0:0) | Africa Sports | Estadio Mohammed V, Casablanca |                          |
|            | El Moubarki 52' · Armoumen 86' |           |               | Árbitro(s): Falla N'Doye       | Árbitro(s): Falla N'Doye |

|                                     |
| Bandera de Marruecos                |
| Campeón Raja Casablanca 1.er título |